# El retorno de la Sombra
El retorno de la Sombra (Título original: The Return of the Shadow, Unwin Hyman, Londres, 1988), editado por Christopher Tolkien y publicado en español por Ediciones Minotauro en septiembre de 1993, es el primer volumen de La historia de El Señor de los Anillos.
En él Christopher Tolkien describe, citando notas y borradores, la intrincada evolución de La Comunidad del Anillo, y la gradual emergencia de las concepciones que transformaron lo que iba a ser un libro mucho más corto: una secuela de El hobbit. El anillo mágico de Bilbo crece, hasta convertirse en el peligroso y poderoso Anillo del Señor Oscuro, y en un asombroso e inesperado salto narrativo, un jinete negro entra cabalgando en la Comarca. La identidad del supuesto hobbit llamado Trotter («Trotón», más tarde Trancos o Aragorn) es en un principio un misterio insoluble, hasta que al fin, muy lentamente, Tolkien descubre que tiene que ser un hombre. Muchas de las figuras mayores del libro aparecen con otros nombres y extrañas características: un siniestro Bárbol, aliado del Enemigo, un feroz y malévolo granjero Maggot. La historia concluye en el punto en que J. R. R. Tolkien abandona el relato durante largo tiempo, cuando la Compañía del Anillo, en la que todavía faltan Legolas y Gimli, se encuentra ante la tumba de Balin, en las Minas de Moria.
Este volumen valió a Christopher Tolkien en 1989 el Mythopoeic Scholarship Award en su subcategoría de estudios sobre los Inklings.
- Datos: Q502633